# Il castello di Kenilworth

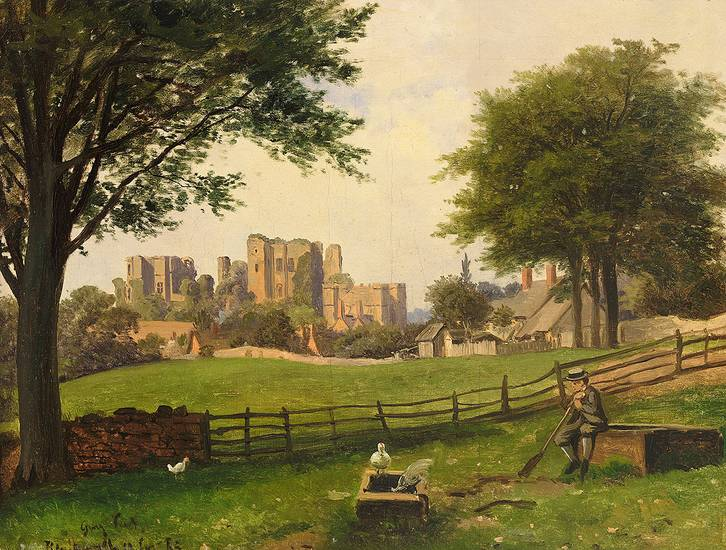
Kenilworth Castle 1865, Gemälde von Georg Saal

Il castello di Kenilworth ist eine Opera seria (Originalbezeichnung: „melodramma“) in drei Akten von Gaetano Donizetti aus dem Jahr 1829. Das Libretto verfasste Andrea Leone Tottola.

## Handlung
Die historischen Vorbilder für Alberto und Amelia waren Robert Dudley, 1. Earl of Leicester, und dessen in Wahrheit auf tragische Weise verunglückte Ehefrau Amy Robsart.

### Erster Akt
Auf Schloss Kenilworth, dem Landsitz von Leicester, bereitet man sich auf den Besuch der Königin Elisabetta vor. Leicester ist innerlich hin- und hergerissen zwischen Ehrgeiz und Liebe: Er hat heimlich Amelia Robsart geheiratet, obwohl er sich Hoffnungen machte, durch eine Ehe mit Elisabetta einmal selber König von England zu werden. Aus Furcht vor Elisabettas Reaktion bittet er seinen Diener Lambourne, Amelia in ein abgeschiedenes Zimmer des Schlosses bringen zu lassen, bis die Königin wieder abgereist ist.
Warney sperrt Amelia „auf Befehl ihres Gatten“ in den besagten Raum. Die verzweifelte junge Frau kann sich das nicht erklären und glaubt, dass Leicester sie nicht mehr liebe. Warney gibt vor, sie vor ihrem Mann zu beschützen und versucht sie zu verführen. Als ihn Amelia zurückweist, schwört er Rache.
Inzwischen kommt die Königin an. Sie wird glanzvoll begrüßt und freut sich, Leicester wiederzusehen.

### Zweiter Akt
Warney überredet Leicester, Amelia in das nahegelegene Schloss Cumnor vor Elisabetta „in Sicherheit“ bringen zu lassen.
Leicester besucht Amelia, die ihm Vorwürfe macht, dass er sie zu einer heimlichen Ehe zwang und damit von ihrem Vater und ihrer Familie entfremdet hat. Als sie wissen will, warum er sie nun auch noch von Warney wie eine Gefangene behandeln lässt, versichert Leicester ihr, dass er sie liebe und dass sie nur noch so lange warten solle, bis er der Königin, die gerade sein Gast sei, von ihrer Ehe erzählt habe. Amelia jedoch misstraut ihm und will es der Königin gleich selbst sagen, damit ihr Ruf und ihre Ehre vor aller Welt wiederhergestellt seien. Doch Leicester missversteht das und glaubt, sie habe ihn nicht aus Liebe geheiratet, sondern aus Ehrgeiz. Im Zwist gehen sie auseinander.
Warney befiehlt seinen Gefolgsleuten, Amelia nach Cumnor zu bringen; Lambourne gibt er dabei den heimlichen Auftrag, Amelia zu ermorden.
Diese konnte jedoch aus ihrem Gemach durch einen Geheimgang entkommen und begegnet in einer Grotte im Schlosspark der Königin. Als Elisabetta sie auffordert ihr zu erzählen, was sie bedrückt, nennt die eingeschüchterte Amelia aus Furcht nur Warneys Namen und, dass „ihr Los allein von Leicester abhänge“. Die Königin ahnt, dass Leicester sie verraten hat und gerät in Wut. Als Leicester mit Warney und einer Gruppe von Jägern erscheint, konfrontiert Elisabetta ihn mit Amelia und stellt ihn zur Rede. Während Leicester vor Schreck beinahe verstummt gibt Warney Amelia als seine Gemahlin aus, doch diese weist das empört zurück. Die Königin fühlt sich hintergangen und lässt Amelia gefangen nehmen.

### Dritter Akt
Elisabetta greift zu einem Trick, um die Wahrheit zu erfahren: Sie bietet Leicester erstmals ihre Hand und die Krone an und er ist nun gezwungen, seine Verbindung mit Amelia zu gestehen. Die Königin droht mit Vergeltung.
Warney versucht, Amelia zu vergiften, was aber durch deren Vertraute Fanny verhindert werden kann. Die Königin vernimmt davon, lässt Warney festnehmen, verzeiht Leicester und heißt seine Verlobung mit Amelia gut.

## Musikalische Gestaltung

### Struktur
- Preludio

#### Akt I
(Angegeben sind nur die eigentlichen großen musikalischen Nummern, die dazwischenliegenden Dialoge in Form von Accompagnato-Rezitativen werden nicht genannt und sind in der Original-Partitur nicht nummeriert.)
- Nr. 1 Coro d'introduzione und Cavatina Leicester: Amici a che solleciti? - Quai voci ... Veggo ahimè! l’ingenua sposa (Lambourne, Coro, Leicester)
- Nr. 2 Duett Amelia-Warney: Non mentir, su quella fronte
- Nr. 3 Chor und Cavatina Elisabetta: Eccola! Oh, vedi! - Sì miei figli: il più bel dono ... In estasi soave è l’alma mia rapita (Elisabetta, Leicester, Warney, Coro)

#### Akt II
- Nr. 4 Duett Amelia-Leicester: Dal genitor che fea
- Nr. 5 Chor und Aria Warney: Cauti, guardinghi e taciti - Taci amor, se amica speme (Lambourne, Coro, Warney)
- Nr. 6 Finale II: Perché ti affanni e piangi? ... Della caccia il lieto segno ... Freme! Ondeggia irresoluto! ... Alme indegne schernita io son (Elisabetta, Amelia, Leicester, Warney)

#### Akt III
- Nr. 7 Duett Elisabetta-Leicester: Ah! Sospira! ... Paventa, o perfido
- Nr. 8 Aria Amelia: Par, che mi dica ancora ... Fuggì l’immagine
- Nr. 9 Chor und Aria Finale Elisabetta: La Sovrana! - Tu potesti un solo istante ... È paga appien quest'anima (Elisabetta, Amelia, Leicester, Fanny, Coro)

### Besonderheiten

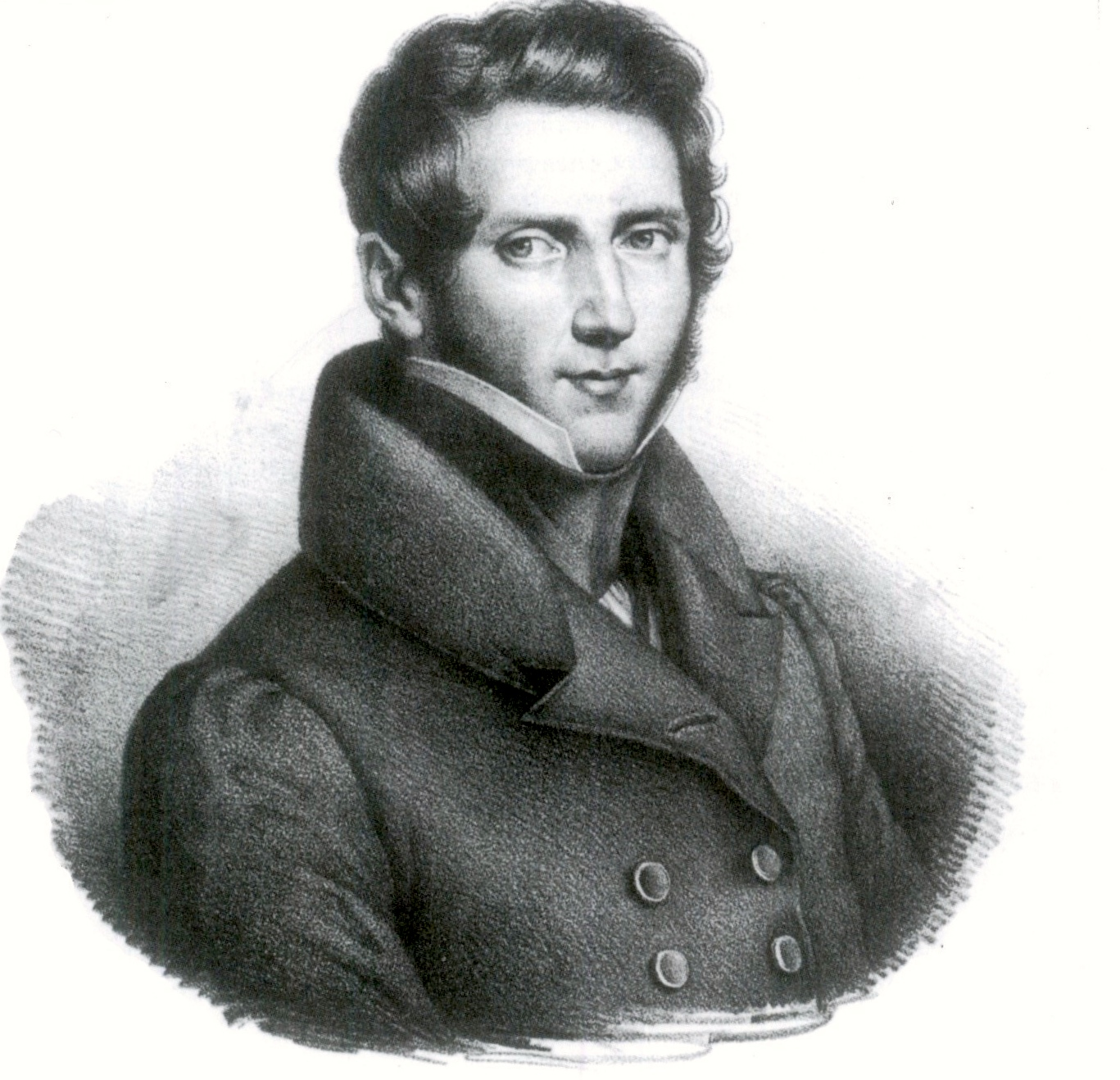
Gaetano Donizetti

Il castello di Kenilworth ist Donizettis 26. Oper und seine erste mit einem Thema aus der englischen Geschichte. 1830 folgte Anna Bolena als erstes Werk der heute sogenannten „Tudor-Trilogie“, später Maria Stuarda und schließlich Roberto Devereux.
Donizetti selbst schätzte Il castello di Kenilworth nicht besonders hoch ein und schrieb seinem Lehrer Mayr, er wäre nicht bereit, von Il paria auch nur ein einziges Stück wegzugeben, auch wenn er dafür die ganze Elisabetta bekäme. Der Grund für diese Einschätzung dürfte darin liegen, dass Donizettis eigentliches Ideal die emotional dramatische romantische Oper mit einem tragischen Ende war, doch da Il castello für die Geburtstagsgala der Königin Maria Isabella entstand, wäre so etwas unpassend gewesen. Daher schrieb er eine Art Fest-Oper, die zwar eine durchaus dramatische und spannende Handlung, aber zumindest teilweise auch Konzertcharakter hat (besonders in den Arien für Elisabetta), sowie ein lieto fine, das auch sonst damals noch völlig üblich war.
Dem ursprünglichen Anlass als Geburtstagsoper für eine königliche Dame angemessen ist auch die Charakterisierung der Elisabetta, die zwar vorübergehend (wie später wesentlich vordergründiger in Maria Stuarda und Roberto Devereux) in königlichen Zorn gerät, aber hier vor allem als eine beliebte Herrscherin gezeigt wird, die ihre königlichen Pflichten sowie Liebe und Milde gegenüber den Untertanen über ihr persönliches Glück stellt.
Rein musikalisch ist Il castello di Kenilworth sorgfältig gearbeitet und von hoher Qualität – es ist im wahrsten Sinne des Wortes eine „schöne Oper“. Donizettis Stil ist hier grundsätzlich bereits ausgereift und unverkennbar. Trotzdem weist vor allem der reich verzierte, virtuose Gesangsstil der vier Hauptrollen teilweise noch Reminiszenzen an Rossini auf, besonders auffällig im ersten Teil des Duetts von Amelia und Warney im ersten Akt oder in der Stretta zum Finale II. Erstaunlicherweise ist ausgerechnet die für Giovanni David komponierte Partie des Leicester im Vergleich zu dem, was Rossini für diesen seinen Lieblingstenor schrieb, vergleichsweise schlicht (in den Wiederholungen dürfte David aber selber zusätzliche Ornamente erfunden haben). Auffällig ist die starke Gewichtung der Rolle der Amelia, die weniger eine seconda donna ist (wie z. B. Giovanna Seymour in Anna Bolena), sondern eher eine zweite prima donna.
Die Oper hat viele gelungene und feine Details, zu den musikalisch interessantesten Passagen gehören die Introduzione von Akt I mit der Auftrittsarie des Leicester sowie die Aria finale der Elisabetta (Akt III) mit Solo-Englischhorn im langsamen Teil.

Als Höhepunkt kann das teilweise pianissimo und staccato gesungene Quartett „Freme! Ondeggia irresoluto!“ im Finale von Akt II gelten, das Ashbrook als „finest number in this ... score“ bezeichnete. Donizetti hatte in L’esule di Roma (Januar 1828) einen Akt mit einem noch ungewöhnlicheren Terzett beendet und dabei in einem Brief an Mayr bereits angekündigt, dass er „nächstes Jahr ... einen ... Akt mit einem Quartett beenden...“ wolle.

In einem musikdramatischen Sinne sehr gelungen ist auch die Verschwörungsszene von Warney und Lambourne mit Chor in Akt II (= Nr. 5) – ein hervorragendes Beispiel für Donizettis Vorliebe und Umgang mit mittleren und tiefen Männerstimmen. Sie ist als „Chor und Aria“ (für Warney) bezeichnet, aber die Beteiligung von Lambourne ist so groß, dass die Grenzen zum Duett verschwimmen. Die Heimlichkeit der Situation wird durch eine geistreiche Instrumentierung mit viel Pizzicato für die Streicher unterstrichen. Die Szene bildet außerdem einen wirkungsvollen Kontrast zu dem folgenden Duett der beiden Frauen.

Eine besondere Perle der Partitur ist die apart mit Glasharmonika und Harfe instrumentierte Arie der Amelia „Par che mi dica ancora ... Fuggì l’immagine“ in Akt III (= Nr. 8), die auch als Einzelstück bekannt ist: Sie wurde 1985 von Joan Sutherland für eine ihrer letzten Schallplatten eingesungen und später auch von Joyce DiDonato (2014).

## Werkgeschichte
Das Libretto verfasste Andrea Leone Tottola vermutlich nach dem Schauspiel Elisabetta al castello di Kenilworth von Gaetano Barbieri, das wiederum eine Bearbeitung von Eugène Scribes Libretto für Daniel-François-Esprit Aubers Oper Leicester ou Le château de Kenilworth aus dem Jahr 1823 ist. Letzteres basiert auf Walter Scotts Roman Kenilworth von 1821.
Die Uraufführung hätte am 30. Mai 1829 stattfinden sollen. Da Donizetti aber im Frühling schwer erkrankte, musste sie auf den 6. Juli, den Gala-Abend zum Geburtstag der Königin, verschoben werden. Sie fand im Teatro San Carlo in Neapel statt, unter dem Titel Elisabetta al castello di Kenilworth. Es sangen Adelaide Tosi (Elisabetta), Luigia Boccabadati (Amelia), Giovanni David (Alberto), Berardo Winter (Warney), Gennaro Ambrosini (Lambourne) und Virginia Eden (Fanny). Im Gegensatz zur öffentlichen Hauptprobe, bei der die Oper stark applaudiert wurde, verhielt sich das Publikum bei der Premiere kühl, zeigte sich dann aber am 12. Juli wieder begeistert. 1829 kam die Oper zu zehn Aufführungen und weiteren vier im folgenden Jahr.
Donizetti überarbeitete die Oper 1830 für weitere Aufführungen im Teatro San Carlo, dabei änderte er die Stimmlage des Warney von Tenor zu Bariton; diese Fassung wurde unter dem Titel Il castello di Kenilworth am 24. Juni 1830 aufgeführt. Abgesehen von einer einzigen weiteren Inszenierung in Madrid 1835 fiel das Werk in Vergessenheit.
Im 20. Jahrhundert wurde die Oper zuerst 1977 in London durch Opera Rara wiederaufgeführt. Eine Bühnen-Produktion erlebte Il castello di Kenilworth 1989 beim Donizetti-Festival in Bergamo mit Mariella Devia als Elisabetta und Denia Mazzola-Gavazzeni als Amelia; davon wurde später ein Mitschnitt auf CD veröffentlicht. 2018 wurde die Oper wiederum in Bergamo beim Donizetti-Festival mit Jessica Pratt als Elisabetta aufgeführt; ein Film dieser Inszenierung wurde auf DVD veröffentlicht (siehe unten Aufnahmen).

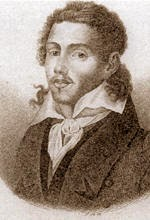
Giovanni David, der erste Leicester
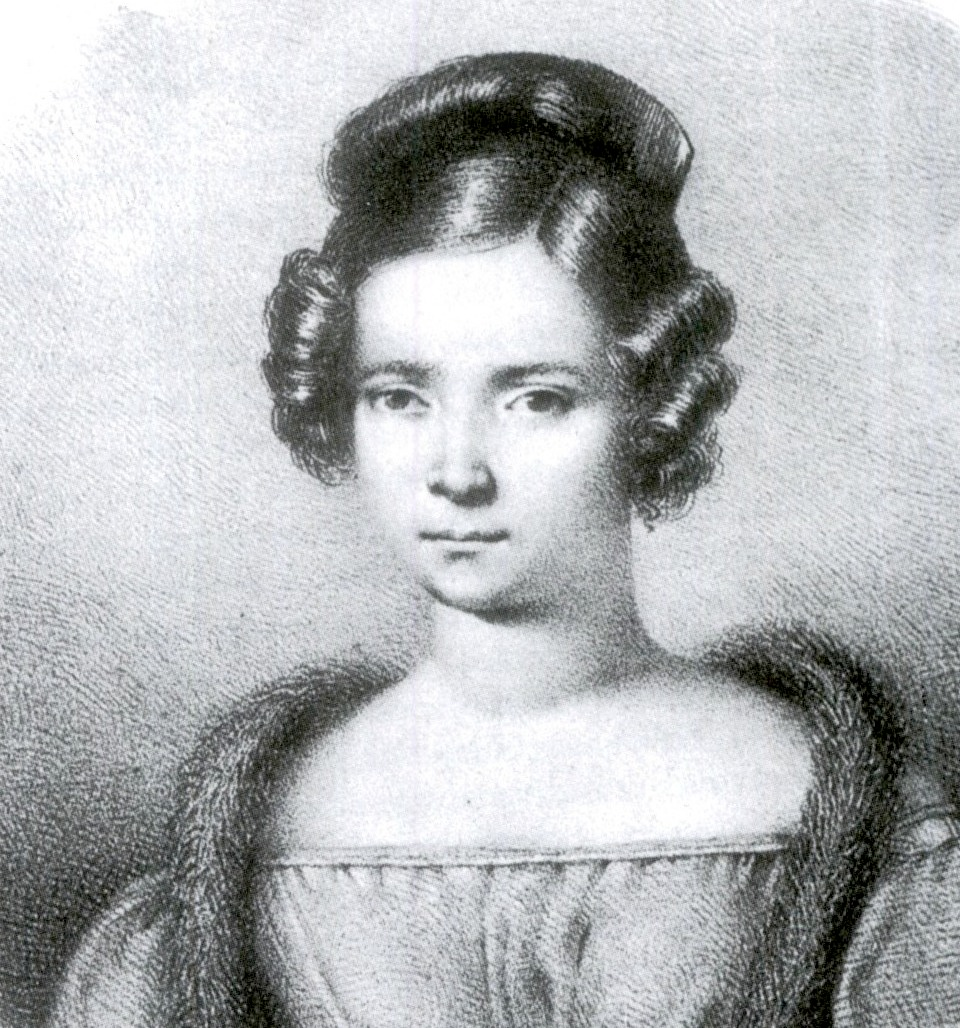
Luigia Boccabadati, die erste Amelia
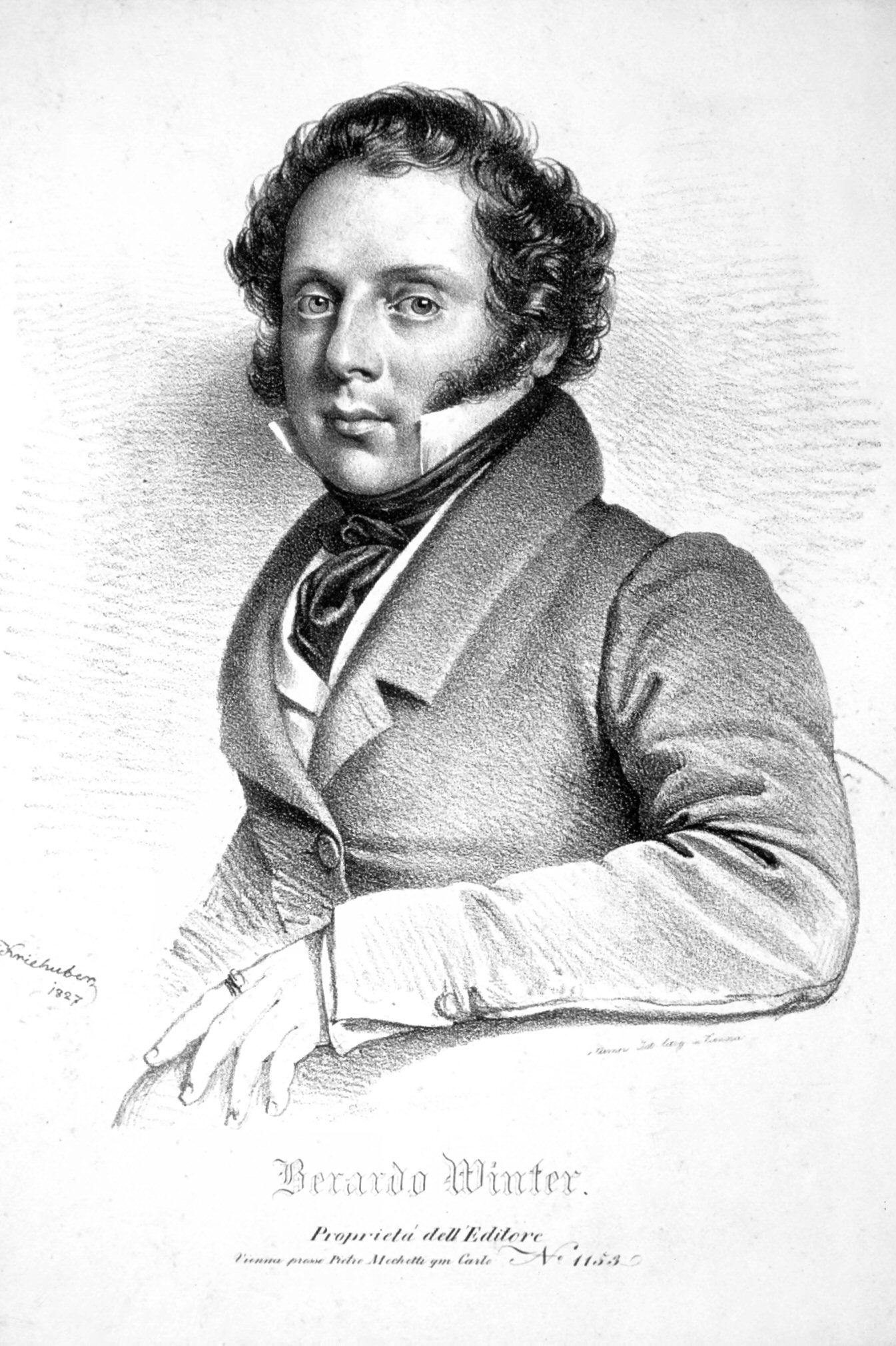
Berardo Winter, der erste Warney

## Aufnahmen
- 1989: mit Mariella Devia (Elisabetta), Denia Mazzola (Amelia), Jozef Kundlák (Leicester), Barry Anderson (Warney) u. a., Chor und Orchestra Sinfonica della RAI di Milano, Dir.: Jan Latham-Koenig (Ricordi Fonit Cetra, 2005; LIVE-Aufnahme vom Donizetti-Festival in Bergamo 1989)
- 2018: mit Jessica Pratt (Elisabetta), Carmela Remigio (Amelia), Xabier Anduaga (Leicester), Stefan Pop (Warney) u. a., Coro Donizetti Opera, Orchestra Donizetti Opera, Dir.: Riccardo Frizza (Dynamic; LIVE-Aufnahme vom Donizetti-Festival in Bergamo 2018)